# 序数主义
序数主义是指个人偏好只能用序数效用来表示，只在序数方面具有意义。也就是说，个人只关心不同社会状态之间的优劣顺序，而并不关心其他的差别。序数效用是新福利经济学的基础，是帕累托标准的特点。